# Bildstock (Obererthal; Berg)

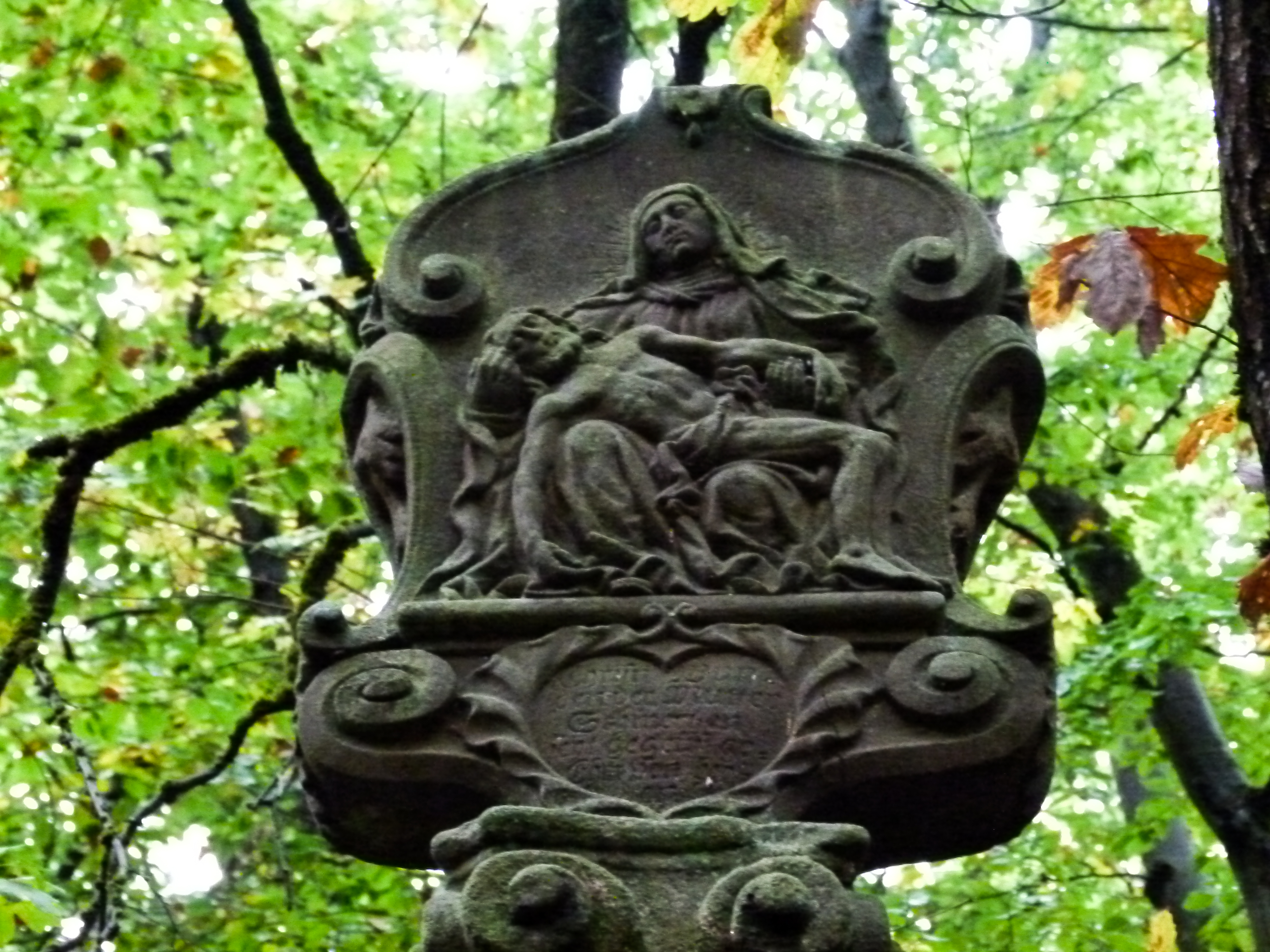
Bildstock in Obererthal, Flur Berg

Der Bildstock Berg befindet sich in Obererthal, einem Gemeindeteil der Kleinstadt Hammelburg im Landkreis Bad Kissingen in der Flur Berg.
Er gehört zu den Baudenkmälern von Hammelburg und ist unter der Nummer D-6-72-127-179 in der Bayerischen Denkmalliste registriert.

## Beschreibung
Der 400 cm hohe Bildstock besteht aus gelbem Sandstein und entstand im Jahr 1751. Der Sockel hat die Abmessungen 80 cm × 72 cm × 63 cm. Darauf befindet sich ein attischer Säulenfuß mit den Abmessungen 55 cm × 33 cm × 33 cm.
Auf dem gepferchten Sockel befindet sich auf einer vorgesetzten Inschriftenplatte folgende Inschrift:

„Gloria

Sancte Pater Tibisit

Tibi Gloria Christe

Gloria Sitgue Tibi

Spiritus Alme Deus

Benefactor

Valentin Fridrich

Aseshof (= Seehof)“

Der Säulenfuß ist gegliedert. Auf der Vorderfläche steht:

“Anno Christo Nato MDCCXI”

Die Rundsäule ist mit einem Volutenknauf ausgestattet. Darauf befinden sich ein geschwungenes Kapitell mit den Abmessungen 70 cm × 47 cm × 12 cm und mit rundbogigem Abschluss und Schmalseiten mit Blattornamenten. Das Beschauerrelief zeigt eine Pietà in Rechtshaltung. Darunter befindet sich eine Tartsche mit der Inschrift:

„Ehr In Wunden Der Mutter Schmerzen

Seht Gegrüst Geehrt Von Herzen“

Auf der Rückseite ist ein herzförmiges Feld mit folgender Inschrift zu sehen:

„O Du Mutter Voll Der Schmerzten

Gieb Das Ich Allzeit Von Hertzen

Lobe, Preiße Deinen Sohn

Der Für Mich Am Creutz Gestorben

Hat Mit Daß Heil Erworben

Und Dir Ewige Himmelscron

- Valentin Friedrich Von Seehoff Hat Dieses Bild Anhero Verlobt. 1751“